# Encephalartos poggei
Encephalartos poggei là một loài thực vật hạt trần trong họ Zamiaceae. Loài này được Asch. mô tả khoa học đầu tiên năm 1878.